# Oksana Lyniv
Oksana Lyniv (Ucraniana, Оксана Линів,  6 de enero de 1978) es una directora de orquesta ucraniana.

## Biografía
Nacida en Brody (entonces República Socialista Soviética de Ucrania), Lyniv es hija de dos músicos y nieta de un director de coro, profesión que también ejerce  su padre. En su juventud, estudió piano, flauta, violín y canto. De 1992 a 1996, estudió flauta y dirección en la Escuela de Música Stanislav Liudkevych de Lviv. A los 16 años dirigió por primera vez una orquesta, experiencia que inició su interés por la dirección. Desde 1996 hasta 2003, fue estudiante de dirección en la academia de música Lysenko de Lviv, donde tuvo como profesor a Bogdan Dashak. Durante sus estudios, Lyniv trabajó como directora adjunta en la Ópera de Leópolis de Myron Yusypovych. En 2003 se convirtió en la principal directora invitada de la Orquesta Sinfónica de Cámara de Leopolis.
En 2004, Lyniv participó en el primer concurso de dirección Gustav Mahler de la Orquesta Sinfónica de Bamberg donde ganó el tercer premio. En 2005, se convirtió en directora asistente de Jonathan Nott en la Orquesta Sinfónica de Bamberg. De 2005 a 2009, continuó sus estudios musicales en la Musikhochschule Dresden (Facultad de Música "Carl Maria von Weber"). En 2007,  participó en una clase magistral con Ekkehard Klemm. Fue becada por Servicio Alemán de Intercambio Académico (DAAD), el Instituto Goethe y la Fundación Oscar y Vera Ritter. De 2007 a 2009, Lyniv fue promovida por el "Dirigentenforum" del German Music Council. Ha seguido clases magistrales de dirección de orquesta con Hartmut Haenchen, Kurt Masur, Peter Gülke, Georg Fritzsch y Roland Seiffarth.
De 2008 a 2013, Lyniv fue directora adjunta de la Ópera Nacional de Odessa. Ha trabajado en la creación de una orquesta juvenil nacional en Ucrania. Desde la temporada 2013-2014, forma parte del equipo de dirección de la Ópera Estatal de Baviera, como directora asistente de Kirill Petrenko. Su trabajo en la Ópera Estatal de Baviera ha incluido la dirección de producciones de Mirandolina (Martinu), Die Soldaten (Zimmermann), Selma Ježková (Poul Ruders) y Mauerschau (Hauke Berheide).
En octubre de 2016, hizo su primera aparición como directora invitada en la Graz Opera, con una producción de La Traviata. Basándose en este compromiso, en febrero de 2017, la Graz Opera anunció su nombramiento como directora principal de la Ópera de Graz y de la Orquesta Filarmónica de Graz, a partir de la temporada 2017-2018, con un contrato inicial de tres años. Este nombramiento supone su primera dirección general. Es la primera mujer directora de orquesta en ser nombrada directora titular de la Ópera de Graz y de la Orquesta Filarmónica de Graz. Este mandato concluyó al finalizar la temporada 2019-2020.
El 25 de julio de 2021, Lyniv dirigió la primera noche de la nueva producción del Festival de Bayreuth de Der fliegende Holländer, siendo la primera mujer directora de orquesta que dirige en el Festival de Bayreuth.